# Mark Alford
Mark Allen Alford (Baytown, 4 ottobre 1963) è un politico e giornalista statunitense, membro della Camera dei rappresentanti per il Missouri dal 2023.

## Biografia
Mark Alford nasce a Baytown, in Texas. Terminato il liceo, inizia a frequentare l'Università di Austin, che però abbandona senza laurearsi.
Iniziò quindi a lavorare in televisione come anchorman per la KDFW, una stazione televisiva di Dallas, per poi approdare alla WPTV-TV a West Palm Beach. In seguito fece parte di reti televisive del Texas come KPRC-TV a Houston, la KWTX-TV a Waco e la KXAN-TV a Austin. Nel 1998 approdò alla WDAF-TV di Kansas City come anchorman per Fox 4 News, dove vi rimase fino alle sue dimissioni nel 2021.
In quello stesso anno annuncia la propria candidatura nel 4º distretto del Missouri per la Camera dei rappresentanti come repubblicano per le elezioni parlamentari del 2022, vincendo con il 71% delle preferenze ed entrando in carica a partire dal 3 gennaio 2023.